# Samsung Galaxy A31
Samsung Galaxy A31 — смартфон середнього рівня, розроблений Samsung Electronics, що входить до серії Galaxy A. Був анонсований 24 березня 2020 року. В Україні смартфон поступив у продаж 22 квітня 2020 року.

## Дизайн
Передня панель виконана зі скла, а задня панель та рамка — з пластику.
Знизу знаходяться роз'єм USB-C, динамік, мікрофон та 3,5 мм аудіороз'єм, зверху — другий мікрофон, зліва — лоток під 2 або 1 SIM-картку і карту пам'яті формату microSD до 512 ГБ, а справа — гойдалка регулювання гучності та кнопка блокування.
Glalaxy A31 продавався в наступних кольорах:
| Колір | Назва                 |
| ----- | --------------------- |
|       | Грані призми чорний   |
|       | Грані призми синій    |
|       | Грані призми білий    |
|       | Грані призми червоний |

## Технічні характеристики

### Апаратне забезпечення
Galaxy A31 отримав систему на кристалі MediaTek Helio P65. Смартфон був доступний в конфігураціях 4/64, 4/128, 6/128 та 8/128 ГБ. В Україні офіційно продавалися лише версії на 4/64 та 4/128 ГБ.
Акумуляторна батарея отримала об'єм 5000 мА·год та підтримку швидкої зарядки до 15 Вт.
Galaxy A31 має 6,4-дюймовий дисплей Infinity-U (з U-подібним вирізом) типу Super AMOLED з роздільною здатністю Full HD+ (2400 × 1080), щільністю пікселів 411 ppi та співвідношенням сторін 20:9. Також під екран вбудовано оптичний сканер відбитків пальців.
Смартфон отримав основну квадрокамеру із ширококутним об'єктивом на 48 Мп з діафрагмою f/2.0 і фазовим автофокусом, надширококутним об'єктивом на 8 Мп з діафрагмою f/2.2 та макрооб'єктивом та сенсором глибини по 5 Мп з діафрагмою f/2.4. Також пристрій має ширококутну фронтальну камеру на 20 Мп з діафрагмою f/2.2. Основна та фронтальна камери можуть записувати відео в роздільній здатності 1080p@30fps.

### Програмне забезпечення
Смартфон був випущений на One UI 2.1 на базі Android 10. В залежності від регіону, він може підтримувати безконтактні платежі через NFC в платіжних сервісах таких як Samsung Pay, Google Pay та інших, які можна встановити окремо. Був оновлений до One UI 4.1 на базі Android 12.